# Edificio I per INA
L'Edificio INA-Casa, noto come Edificio I, è un palazzo adibito ad attività commerciali e residenziali, opera del celebre architetto e designer italiano Guglielmo Ulrich, realizzato tra il 1950 e il 1953. 
Costituisce il primo edificio di un complesso progettato a Pavia. La direzione dei lavori viene affidata all'Ingegnere Piero Maffi, Sovrintendente ai lavori per conto dell'INA, l'Istituto Nazionale delle Assicurazioni. L'edificio rientra nell'ambito di una serie di costruzioni, affidate a numerosi architetti e ingegneri italiani moderni, e realizzate per INA-Casa, il piano di intervento dello Stato italiano, che riguarda gli anni 1949-1963, ideato da Amintore Fanfani, allora Ministro del lavoro, al fine di realizzare edilizia residenziale pubblica nel territorio italiano. 

## Storia
La storia dell'edificio si rivelò particolarmente intricata fin dall'avvio della sua costruzione. Il 1º febbraio 1949, Maria Virginia Corona, allora Direttrice della Scuola Elementare Carducci, inviò una lettera al Sindaco di Pavia esprimendo preoccupazioni riguardo la vendita - al fine di realizzare un nuovo edificio - dell’area adiacente alla scuola e alla necessità di mantenere una sufficiente illuminazione per le aule. Nonostante la lettera della Direttrice, la Commissione Edilizia progredì con la realizzazione dell’opera, stabilendo però di derogare il Regolamento Edilizio al fine di diminuire l’altezza del fabbricato e ridurre dunque i danni apportati alla scuola adiacente. La Giunta comunale approvò il progetto il 3 novembre 1950 con modifiche d’ufficio, richiedendo tra le altre l’uso di materiali nobili per alcune facciate e la rimozione di appendici non necessarie.

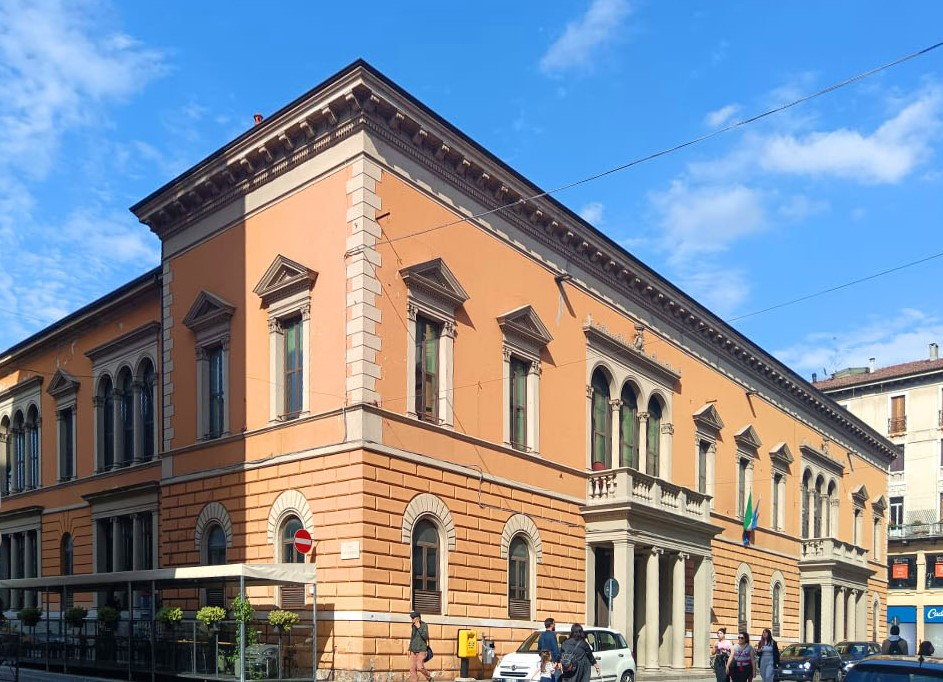
Scuola Elementare Carducci, fronte sud su Corso Cavour e fronte ovest su Via Palestro (foto di Chiara Arnone).

Il 5 marzo 1951 si presentò una nuova opposizione alla realizzazione dell’opera: il Provveditorato agli Studi di Pavia, rappresentato da Carlo Gerevini, accusò una violazione del decreto n. 875 del 27 maggio 1940, che stabilisce le distanze minime tra edifici. Nonostante ulteriori proteste, la Giunta Comunale decise di non considerare le obiezioni rilevando che la norma non crea una servitù passiva per gli edifici non scolastici. Il 9 aprile 1951, venne dunque rilasciata la licenza di costruzione, a cui seguì, a distanza di poco più di un mese, il rilascio del “nulla osta” da parte della Soprintendenza ai Monumenti della regione Lombardia. Il Provveditore agli studi, nonostante considerasse errata l’interpretazione della norma, rinunciò ad ulteriori opposizioni poiché, nell’estate del 1952, la costruzione era già avanzata al settimo piano. 
Nell’agosto 1953, venne richiesta la dichiarazione di fine lavori e il certificato di abitabilità dell'edificio: nel settembre dello stesso anno, l'Ufficio d’Igiene e Sanità concesse l’abitabilità per i primi due piani ma non per i restanti, al tempo ancora inconclusi. Il Sindaco, ignorando le dichiarazioni dell’Ufficio d’Igiene e Sanità e le opposizioni dell’Ufficio Tecnico, dichiarò la conclusione dei lavori il 1 settembre 1953.

## Descrizione architettonica
L'edificio è situato nella parte conclusiva della strada che definisce il decumano della città di Pavia, che presenta difatti un sistema urbano di origine romana. La struttura è discordante rispetto agli altri edifici limitrofi a Piazza della Minerva: presenta infatti un'altezza maggiore e uno stile differente, in quanto realizzato secondo canoni razionalistici. 
Il volume dell'edificio sporge rispetto alla fascia di basamento in cui sono collocate le attività commerciali che definiscono il piano terra della struttura; i piani superiori sono scanditi da un'alternanza di pieni e vuoti, realizzati mediante bucature e logge, che creano un sistema di fasce e nastri verticali di aperture. Internamente ogni piano presenta quattro alloggi con servizi, cucine e ingressi, mentre l'ultimo piano è composto da due appartamenti con terrazza comune e arretrati rispetto al piano di facciata. Il prospetto presenta rivestimento esterno in intonaco a quarzite, un tipo di vernice costituito da finissimi granelli di quarzo utile a rendere la struttura resistente agli agenti atmosferici. L'edificio è infine costruito in deroga al Regolamento Edilizio, il cui articolo 56 disciplina la realizzazione in altezza degli edifici tenendo conto degli effetti derivanti dalle ombre portate sui circostanti; nonostante le proteste del Provveditore agli studi, generate dalla messa in ombra degli istituti scolastici adiacenti, la struttura viene comunque realizzata secondo i progetti originali. L'edificio risulta dunque fuori scala rispetto al contesto in cui è inserito. 